# Théâtre Lancry
Pour l’article homonyme, voir Lancry.
Le théâtre Lancry est une ancienne salle de spectacles parisienne située 10, rue de Lancry (10e arr.), inaugurée au début des années 1880 et fermée en juin 1953.

## Historique
Conçue pour abriter des conférences, cette salle de 400 places se tourne peu à peu vers le théâtre au travers de matinées littéraires.
En juillet 1889, un des deux congrès de fondation de la Deuxième internationale (en) (« congrès possibiliste ») s'y tient.
En mars 1899, la comédienne Magda Maguéra en prend la direction et la renomme théâtre Maguéra. Elle est remplacée en 1904 par le Deuxième théâtre pour tous, en 1905 par le Théâtre israëlite de Paris et en 1908 par le théâtre de l'Avenir.
Ce n'est que le 16 mars 1921 qu'elle prend le nom officiel de théâtre Lancry. Après deux années de fermeture, elle prend le nom de Nouveau-Lancry en 1946, puis le 5 avril 1947 celui de théâtre de la République sous la direction du comédien André Certes. Après une nouvelle éclipse entre 1949 et 1951, le Nouveau-Lancry renaît sous l'impulsion des comédiens Roger Paschel et Sylvain Dhomme, qui la transforment en salle d'avant-garde. Ils y créent notamment Les Chaises d'Eugène Ionesco, Les Amants du métro de Jean Tardieu et La Parodie d'Arthur Adamov (dans une mise en scène de Roger Blin). Elle ferme définitivement en juin 1953, faute de public.

## Répertoire
- 1906 : La Sorcière de Abraham Goldfaden
- 1942 : La Fontaine aux saints de John Millington Synge
- 1943 : Une petite rosse de Pierre Palau
- 1951 : Corruption au palais de justice d'Ugo Betti, mise en scène Yves Villette
- 1951 : La Leçon d'Eugène Ionesco, mise en scène Marcel Cuvelier
- 1952 : Les Chaises d'Eugène Ionesco et Les Amants du métro de Jean Tardieu, mise en scène Sylvain Dhomme
- 1952 : Grand Printemps de Paul Lambert
- 1952 : La Parodie d'Arthur Adamov, mise en scène Roger Blin
- 1952 : On ne peut jamais dire de George Bernard Shaw
- 1952 : Le Service des pompes de Francis Garnung, mise en scène Roger Blin
- 1952 : Sous le signe du serpent de Lucien Dabril
- 1953 : Les Loups de Romain Rolland, mise en scène René Lafforgue
- 1958 : La Galette des rois de Jean-Bernard Marais, mise en scène de l'auteur